# Moviment per l'Extinció Humana Voluntària
El Moviment per l'Extinció Humana Voluntària, més conegut per les seves sigles en anglès, VHEMT, (Voluntary Human Extinction Movement), és un moviment d'ecologia profunda de caràcter mundial que proposa l'extinció de la humanitat voluntàriament com la millor alternativa davant els problemes ecològics i de sobrepoblació del planeta. Hi ha una web mantinguda per l'organització homònima. L'organització principal està establida a Portland i fou fundada per Les Knight. Tot i que la pàgina web del Moviment, el principal òrgan de difusió dels seus plantejaments, inclou versions en disset idiomes, entre ells el català, en totes es fan servir de manera exclusiva o prioritària les sigles angleses, l'ús preferent de les quals és recomanat pel Moviment perquè són les més conegudes.
Una frase de benvinguda al seu lloc web manifesta així les seves esperances:
"La lenta desaparició de la raça humana a través del cessament voluntari de la procreació permetrà la biosfera terrestre recuperar la salut. La manca d'espai vital i l'escassesa de recursos s'alleugeriran a mesura que anem reduint la nostra densitat."
El Moviment reconeix dos nivells de suport: el dels voluntaris, persones convençudes de la necessitat de l'extinció definitiva de l'espècie humana que han decidit no tenir cap fill biològic (o no tenir-ne més, en cas que n'haguessin tingut abans d'adherir-se al Moviment) per tal d'afavorir aquest objectiu, i el dels simpatitzants, aquells que no pensen que l'espècie humana s'hagi d'extingir definitivament, però sí que seria beneficiós que es reduís de manera dràstica la xifra de naixements, raó per la qual han decidit també de no procrear.
La filosofia dels simpatitzants és semblant a la que comparteixen els membres d'uns altres moviments extincionistes, com ara Population Connection (anglès), anteriorment conegut com a Zero Population Growth, que demana mesures legislatives per regular la població, o bé Childfree(anglès), un col·lectiu de persones que escull no tenir mai fills.
L'associació ha aparegut en nombrosos mitjans de comunicació, recollits a VHEMT:Media (anglès). El 2001 van ser entrevistats a la Fox News Channel. El 2006, a la MSNBC, on el presentador va destacar que els objectius es volien aconseguir de manera pacífica i no violenta, en benefici de la protecció del medi ambient. Paul R. Ehrlich, biòleg de poblacions a la Universitat Stanford, va rebre el 5 de novembre de 2009 el prestigiós premi Margalef d'Ecologia que lliura la Generalitat de Catalunya. Ehrlich manté el seu discurs extincionista des que el 1968 va publicar The population bomb: "sobra gent al planeta i qui té més de dos fills hauria de ser vist com un perill"